# Annectacarus insculptus
Annectacarus insculptus är en kvalsterart som beskrevs av Wallwork 1962. Annectacarus insculptus ingår i släktet Annectacarus och familjen Lohmanniidae. Inga underarter finns listade i Catalogue of Life.